# 費爾維尤 (奧勒岡州)
費爾維尤（Fairview）是美國奧勒岡州蒙諾瑪縣的一座城市，人口10,424人。費爾維尤與附近的特勞特代爾、伍德村等城市皆位於波特蘭大都會區當中。

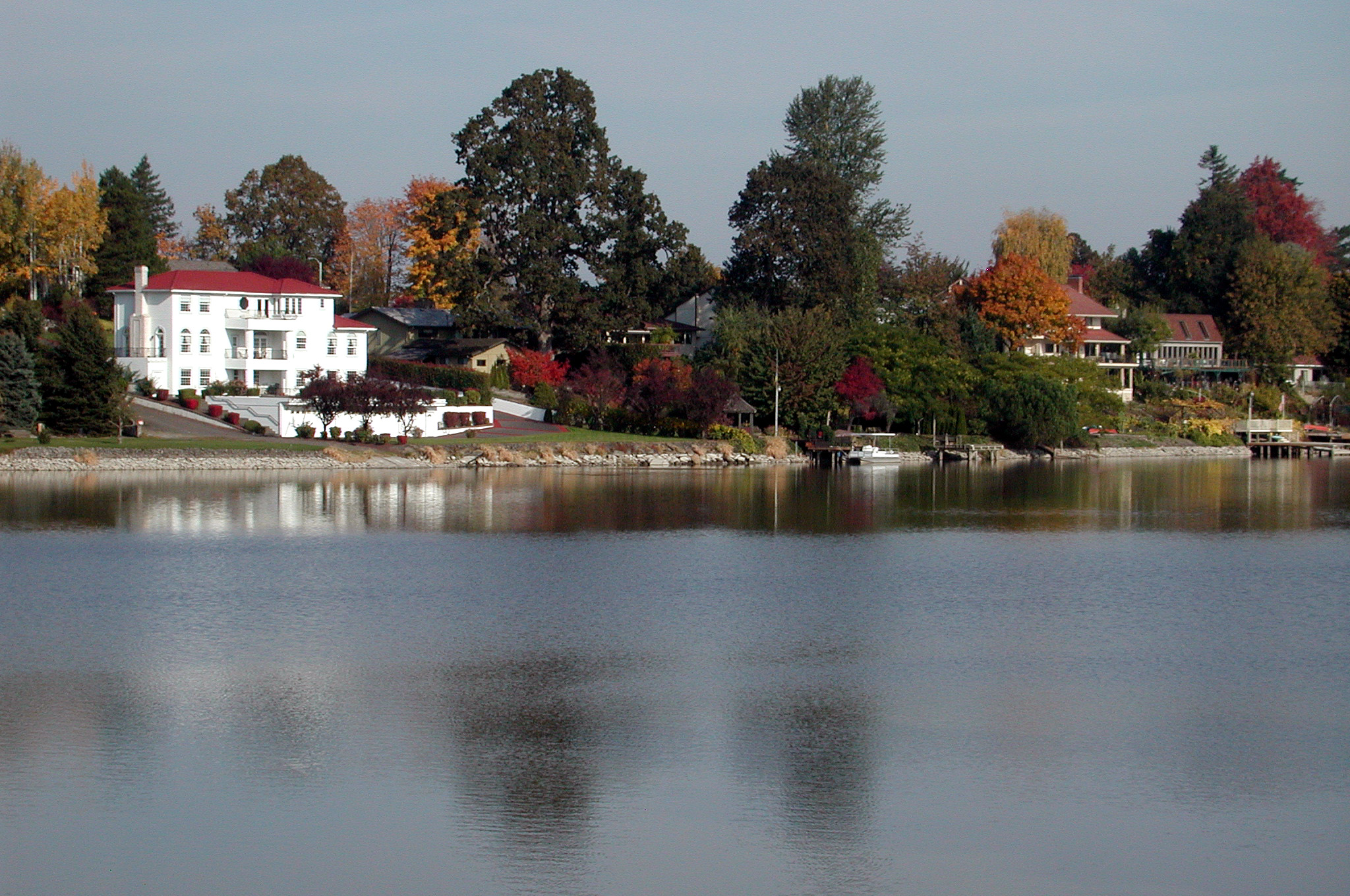
費爾維尤

1. ↑  . www.census.gov.   [2023-07-12] （英语）.